# Beautiful Day (ビビアン・スーの曲)
『Beautiful Day』（ビューティフル・デイ）は、ビビアン・スーの日本での4枚目のシングル。2010年3月3日にFar Eastern Tribe Recordsからリリースされた。

## 解説
ビビアン・スーの日本復帰第一弾シングルであり、台湾へ戻ってはや7年。前作の3rdシングル「8月のバレンタイン」から約14年ぶりのリリース。本作は大人な女性の美を表現した作品として言及されることもある。ささきのぞみが作詞、亀田誠治が作曲・プロデュースを担当していた表題曲「Beautiful Day」は関西テレビと東海テレビで放送されているアニメ『くるねこ』のテーマソングに使用されている。ミュージックビデオは、2010年1月、沖縄県・具志頭海岸と北谷で2日間に渡り撮影された。
販売形態は初回限定盤（UMCF-9524）と通常盤（UMCF-5053）の2種リリースで、初回限定盤には写真満載の豪華ブックレット+表題曲「Beautiful Day」のミュージックビデオとオフショットなどを収録した特典DVDと、通常盤にはアニメ『くるねこ』ステッカーが付属されている。

## 批評
CDジャーナルは、「日本復帰第一弾となる本作は、TVアニメ『くるねこ』の主題歌。爽やかで優しい、癒しの歌声を聴かせてくれる。東京事変の亀田誠治をプロデューサーに迎えた王道ポップ・ソングだ。」と評した。

## 収録曲
CD
1. Beautiful Day [4:22]
  - 作詞：ささきのぞみ / 作曲：亀田誠治
  - テレビアニメ『くるねこ』オープニングテーマ

スペシャルDVD（初回限定盤のみ）
1. Beautiful Day (Music Video)
2. Special Movie!! (Beautiful Day Making Movie)